# 레오스테네스
레오스테네스(고대 그리스어: Λεωσθένης, ?~기원전 323년)은 라미아 전쟁에서 그리스군과 연합한 고대 아테나이의 사령관이다. 보통 기원전 362년(또는 361년)에 추방당해서 필리포스 2세에게로 도망간 그 레오테네스의 아들로 알려져 있다. 그가 역사에 등장했을 때, 어떻게 최초로 그렇게 높은 명성을 얻었는 지는 알려져 있지 않다. 처음에는 소아시아에서 알렉산더 대왕의 휘하에서 복무를 했다는 스트라보의 글에서 일반적으로 인용이 되었다. 이러한 것은 현재로서는 레온나토스를 잘못 언급했던 실수로 확실해 보인다.